# Faseroptische Temperaturmessung
Mit faseroptischer Temperaturmessung (engl. DTS für distributed temperature sensing) bezeichnet man den Einsatz von optoelektronischen Geräten zur Messung der Temperatur, wobei Glasfasern als lineare Sensoren benutzt werden.

## Grundlagen
Faseroptische Systeme eignen sich nicht nur für die Informationsübertragung, sondern auch als örtlich verteilte Mess-Sensoren. Physikalische Messgrößen wie Temperatur oder Druck- und Zugkräfte können auf die Glasfaser einwirken und die Eigenschaften der Lichtleitungen in der Faser lokal ändern. Infolge der Dämpfung des Lichtes in den Quarzglasfasern durch Streuung kann der Ort einer äußeren physikalischen Einwirkung festgestellt werden, sodass der Lichtwellenleiter als linearer Sensor eingesetzt werden kann.
Zur Temperaturmessung mit Lichtwellenleitern aus Quarzglas eignet sich besonders der sogenannte Raman-Effekt. Das Licht in der Glasfaser streut an mikroskopisch kleinen Dichteschwankungen, die kleiner als die Wellenlänge sind. In der Rückstreuung findet man neben dem elastischen Streuanteil (Rayleigh-Streuung) auf der gleichen Wellenlänge wie das eingestrahlte Licht auch zusätzliche Komponenten auf anderen Wellenlängen, die mit der Molekülschwingung und somit mit der lokalen Temperatur gekoppelt sind (Raman-Streuung).

## Messverfahren
Die meisten faseroptischen Temperaturmesssysteme basieren auf faseroptischen Raman-Rückstreuverfahren. Der eigentliche Temperatursensor ist ein wärme- und strahlungsempfindliches Lichtwellenleiter-Kabel (LWL-Kabel). Mit Hilfe eines Auswertegerätes (optisches Raman-Reflektometer) können die Temperaturwerte in der Glasfaser des LWL-Kabels ortsaufgelöst bestimmt werden. LWL besitzen geringe Dämpfungen (typisch 0,2 bis 1,5 dB/km im nahen Infrarotbereich). Die minimal erreichbare Dämpfung von Glasfasern wird durch die Rayleigh-Streuung des Lichtes begrenzt, die durch die amorphe Struktur der Glasfaser hervorgerufen wird. Zusätzlich zu der Rayleigh-Streuung entsteht bei Wärmeeinwirkungen ins Glasfasermaterial eine weitere Lichtstreuung, die sogenannte Raman-Streuung. Temperaturänderungen induzieren Gitterschwingungen im Molekülverband des Quarzglases. Fällt Licht auf diese thermisch angeregten Molekülschwingungen, kommt es zu einer Wechselwirkung zwischen den Lichtteilchen (Photonen) und den Elektronen des Moleküls. Es entsteht im LWL die temperaturabhängige Lichtstreuung (Raman-Streuung), die gegenüber dem einfallenden Licht spektral um den Betrag der Resonanzfrequenz der Gitterschwingung verschoben ist. Die Verschiebung zu geringerer Energie hin bezeichnet man als Stokes-Band, zu höherer Energie als Anti-Stokes-Band.

### Zeitbereichsreflektometer (OTDR)
Die Raman-Streuung besitzt im Vergleich zur Rayleigh-Streuung einen sehr kleinen, in vielen Anwendungen vernachlässigbaren Streuanteil und kann nicht mit der klassischen OTDR Technik gemessen werden. Die Intensität der Ramanstreuung ist temperaturabhängig, wobei das Anti-Stokes-Band eine höhere Temperaturabhängigkeit hat als das Stokes-Band. Die Temperatur an einem beliebigen Ort des Lichtwellenleiters ergibt sich aus dem Verhältnis der Intensitäten von Anti-Stokes- und Stokes-Licht und der Laufzeit zum Ort und zurück zum Detektor. Eine Besonderheit dieser Raman-Technik ist die direkte Temperaturmessung mit einer Kelvin-Skala. Durch die Verwendung eines optischen Raman-Rückstreuverfahrens kann die Temperatur entlang der Glasfaser als Funktion von Ort und Zeit gemessen werden. Das bekannteste Rückstreuverfahren ist das OTDR-Verfahren (OTDR: Optical Time Domain Reflectometry). Es arbeitet nach einem Puls-Echo-Verfahren, aus der Laufzeitdifferenz zwischen Aussenden und Detektion der Lichtpulse werden Streupegel und Streuort bestimmt. Im Vergleich zum Rayleigh-Streulicht liegt bei der Raman-Streulichtmessung ein um den Faktor 1000 kleineres Rückstreusignal vor. Ein örtlich verteilter Raman-Temperatursensor mit OTDR-Technik ist daher nur mit leistungsstarken Pulslaserquellen (z. B. Festkörperlaser) und schnellen Signalmittelungstechniken realisierbar. Die Messzeit ergibt sich aus der Laufzeit des Lichtpulses entlang der Faser und der Rücklaufzeit der Ramanstreuung hin zum Detektor, z. B. 100 Mikrosekunden für eine 10 km lange Glasfaser. Aufgrund der geringen Stärke der Ramanstreuung werden üblicherweise viele Pulsmessungen über einen Zeitraum (z. B. 10 s) gemittelt, um ein gewünschtes Signal-Rausch-Verhältnis zu erhalten.
Das von der Firma AP Sensing GmbH für faseroptische Temperaturmessung weiterentwickelte „Code Correlation“ Verfahren arbeitet mit schnellen Ein-/Ausschaltfolgen der Lichtquelle, so dass anstatt einzelner Pulse digitale Codezüge endlicher Länge (z. B. 128 Bit) mit geeigneten Eigenschaften, z. B. Golay-Codes, in die Messfaser geschickt werden, was einer Abwandlung der OTDR-Technik entspricht. Das aufgezeichnete Streusignal muss dabei, ähnlich der OFDR-Technik, durch eine Transformation, z. B. Kreuzkorrelation, in das Ortsprofil umgerechnet werden. Der Vorteil des Code-Correlation Verfahrens ist, dass die Lichtquelle mit weniger Spitzenleistung auskommt, so dass z. B. langlebige Halbleiterlaser aus der Telekommunikationsindustrie verwendet werden können. Gleichzeitig ist die Dauer der Lichtemission in die Faser begrenzt, so dass schwaches Streusignal aus großen Entfernungen nicht von starkem Streusignal aus kurzen Entfernungen überlagert wird, was das Schrotrauschen verringert und damit das Signal-Rausch-Verhältnis verbessert.

### Frequenzbereichsreflektometer (OFDR)
Der OFDR-Raman-Temperatursensor (OFDR, Optical Frequency Domain Reflectometry) arbeitet nicht wie die OTDR-Technik im Zeitbereich, sondern im Frequenzbereich. Man erhält beim OFDR-Verfahren eine Aussage über den örtlichen Temperaturverlauf, wenn das während der gesamten Messzeit detektierte Rückstreusignal als Funktion der Frequenz und somit komplex gemessen (komplexe Übertragungsfunktion) und anschließend fourier-transformiert wird. Die wesentlichen Vorzüge der OFDR-Technik sind der quasi Dauerstrich-Betrieb des Lasers und die schmalbandige Detektion des optischen Rückstreusignals, wodurch ein deutlich höheres Signal-Rausch-Verhältnis als bei der Pulstechnik erreicht wird. Dieser technische Vorzug ermöglicht den Einsatz von preiswerten Halbleiterlaserdioden und die Verwendung von preiswerteren elektronischen Baugruppen für die Signalmittelung. Dem gegenüber steht die technisch schwierige Messung des Raman-Streulichtes (komplexe Messung nach Betrag und Phase) und eine durch die FFT-Berechnung aufwendige Signalverarbeitung mit höheren Linearitätsanforderungen der elektronischen Baugruppen.
Ein limitierender Faktor der mit der Raman-basierten OFDR-Methode erzielbaren räumlichen Auflösung ist die sehr geringe Intensität des Raman-Anteils des rückgestreuten Lichts. In einer alternativen Ausführung der OFDR Methode wird anstelle des Ramansignals das Rayleigh-Signal des gestreuten Lichts ausgewertet, das um etwa drei bis vier Größenordnungen größer als das Ramansignal ist. Mit der Rayleigh-basierten OFDR kann eine räumliche Auflösung von 1 mm, eine Temperaturauflösung von 0,1 °C und eine Messrate von 5 Hz erzielt werden. Ein weiterer Vorteil dieser Methode ergibt sich aus der Tatsache, dass selbst sehr streuarme Fasern noch genügend Rayleigh-Streuung produzieren, sodass viele kommerzielle Standardglasfasern verwendet werden können.
Das von der Firma Optocon AG entwickelte faseroptische Temperaturmessverfahren beruht auf dem Effekt der Abhängigkeit der Bandkante eines Halbleiters von der Temperatur. Hierbei wird ein Galliumarsenid-Kristall als Indikator für Temperaturveränderungen genutzt. Mittels einer Lichtquelle wird Licht durch eine Glasfaser zu einem Galliumarsenid-Kristall am Ende der Glasfaser geleitet. Hierbei trifft das Licht auf den Kristall. Es erfolgt eine teilweise Absorption sowie Reflexion zurück in die Faser. Das zurückreflektierte Licht gelangt durch die Glasfaser in die Auswerteeinheit, in der ein Spektrometer das Spektrum und damit die Position der Bandkante bestimmt, woraus anhand eines Algorithmus die Berechnung der Temperatur erfolgt. Alternativ zum Galliumarsenid-Kristall kann auch nanoskaliertes Galliumarsenidpulver (z. B. Faseroptischer Nano-Temperatursensor) verwendet werden.

## Systemaufbau
Der schematische Aufbau des faseroptischen Temperaturmesssystems besteht aus einem Auswertegerät mit Frequenzgenerator, Laserquelle, optisches Modul, Empfänger- und Mikroprozessoreinheit sowie einem LWL Kabel (Quarzglasfaser) als linienförmiger Temperatursensor. Entsprechend dem OFDR-Verfahren wird der Laser innerhalb eines Meßzeitintervalles in der Intensität sinusförmig moduliert und in die Frequenz gechirpt. Der Frequenzhub ist ein direktes Maß für die örtliche Auflösung des Reflektometers. Das frequenzmodulierte Laserlicht wird in den LWL eingekoppelt. An jedem Ort entlang der Faser entsteht Raman-Streulicht, das in allen Raumrichtungen strahlt. Ein Teil des Raman-Streulichtes erreicht in Rückwärtsrichtung das Auswertegerät. Das rückgestreute Licht wird spektral gefiltert und in den Messkanälen mittels Photodetektoren in elektrische Signale gewandelt, verstärkt und elektronisch weiterverarbeitet. Der Mikroprozessor führt die Berechnung der Fouriertransformation durch. Als Zwischenergebnis erhält man die Raman-Rückstreukurven als Funktion der Kabellänge. Die Amplituden der Rückstreukurven sind proportional zur Intensität der jeweiligen Raman-Streuung. Aus dem Verhältnis der Rückstreukurven ergibt sich die Fasertemperatur entlang des LWL-Kabels. Die technischen Spezifikationen des Raman-Temperaturmesssystems lassen sich durch die Einstellung der Gerätekenngrößen (Reichweite, Ortsauflösung, Temperaturgenauigkeit, Messzeit etc.) anwendungsorientiert optimieren.
Das LWL-Kabel kann ebenfalls durch Variationen im Aufbau der jeweiligen Applikation angepasst werden. Die thermische Festigkeit der Glasfaserbeschichtung begrenzt den maximalen Temperaturbereich des LWL-Kabels. Standardfasern für die Informationsübertragung sind mit einer Acrylart oder UV-gehärteten Beschichtung versehen und für einen Temperaturbereich bis etwa 80 °C ausgelegt. Bei z. B. Polyimid-Beschichtungen der Glasfaser können diese bis maximal 400 °C eingesetzt werden.

## Anwendungsbereiche
Typische Applikationen für lineare faseroptische Temperatursensoren sind sicherheitsrelevante Anwendungen wie z. B. die Brandmeldung
- In Straßen-, Bahn- oder Servicetunnels. Die passiven Glasfaser-Sensoren bieten viele Vorteile gegenüber klassischen Brandmeldetechnologien, z. B. wurde die Überwachung der Dynamik eines Brandes über einen Temperaturbereich bis 1000 °C gezeigt[5]
- in Lagerstätten, Flugzeughangars, Schwimmdachtanks
- in radioaktiv belasteten Zwischenlagerstätten
- in Bandförderanlagen, z. B. zur Früherkennung von Glimmbränden[6]

DTS Systeme in weiteren industriellen Anwendungsbereichen vermarktet, z. B.
- Überwachung von Starkstrom-Erdkabeln bis 220 kV mit Echtzeitberechnung der Kapazität[7]
- Kombination mit Systemen zur thermischen Prognose von Starkstromkabeln (Real Time Thermal Rating, RTTR)[8]
- thermische Überwachung von Energiekabeln und Freileitungen zur Optimierung der Betriebszustände (Freileitungs-Monitoring)
- Effizienzsteigerung von Öl- und Gas-Bohrungen
- Gewährleistung sicherer Operationszustände von industriellen Induktionsschmelzöfen
- Überwachung der Dichtigkeit von Flüssigerdgas-Containern auf Schiffen und Verladeterminals
- Detektion von Leckagen an Dämmen und Deichen
- Temperaturüberwachung von großchemischen Prozessen
- Detektion von Leckagen an Pipelines
- Temperaturüberwachung in Generatoren und Transformatoren

## Spezifikationen und Eigenschaften

### Merkmale des Lichtwellenleiter-Sensors
- passiv und streckenneutral, keine Beeinflussung des Temperaturfeldes
- kleines Volumen mit geringen Gewicht, flexibel und einfach verlegbar
- Einbau auch an später nicht mehr zugänglichen Stellen
- Unempfindlichkeit gegenüber elektromagnetischen Störungen
- keine Potentialverschleppungen, Erdschleifen etc.
- einsetzbar in explosionsgefährdeten Anlagen
- Kombination mit Edelstahlröhrchen: hoher mechanischer Schutz, unter hohem Druck einsetzbar
- unterschiedliche Ummantelungsmöglichkeiten, z. B. mit halogenfreien, schwer brennbaren Materialien, keine Korrosionsprobleme

### Leistungsmerkmale des faseroptischen Messverfahrens
- direkte Temperaturmessung in Kelvin-Skala
- örtlich verteilte Temperaturmessung bezogen auf eine Strecke, Fläche oder Volumen
- Möglichkeit des redundanten Aufbaus
- rechnerunterstützte Analyse sowie Visualisierung (Parametrierung von Zonen, Schwellwerten, Melde- und Alarmfunktionen) und Datenkommunikation
- Auswertung der zeitlichen und örtlichen Temperaturänderung
- geringe Wartungskosten: systembedingter Selbsttest

### Typische Messparameter faseroptischer Temperaturmess-Systeme
(variabel nach Anwendungsgebiet)
- Reichweite der Messung: Variabel, typ. bis 30 km
- Ortsauflösung: Variabel, typ. 50 cm bis 4 m
- Temperaturauflösung: Variabel, typ. ± 0,1 K bis 2 K
- Fasertypen: Monomode- bzw. Singlemode-Faser 9/125 und Multimode-Faser GI 50/125 oder GI 62,5/125
- Faserschalter: Optionen bis 24 Kanäle pro Gerät